# سان فرناندو، الفلبين
سان فرناندو، الفلبين (بالإنجليزية: City of San Fernando) هي مدينة في الفلبين، تتبع بامبانغا ، وهي عاصمتها، بلغ عدد سكانها 306,659  نسمة في 2015، تبلغ مساحتها 67.74 كيلومتر مربع، رمزها البريدي هو 2000.

## الموقع
تشترك في الحدود مع:
- انجلس
- Santo Tomas, Pampanga [الإنجليزية]‏.

## مدن توأم
المدن التوأم:
- ناغا.

## التقسيمات الإدارية
- San Pedro Cutud [الإنجليزية]‏.

## أعلام
- ري أكينو
- بيدرو عباد سانتوس
- خوسيه عباد سانتوس
- فرناندو أوكامبو
- فيسنتي عباد سانتوس